# Manoir de Colandon
Le manoir de Colandon aussi appelé château de Colandon est une demeure qui se dresse sur le territoire de la commune française de Glos, dans le département du Calvados, en région Normandie.

## Localisation
Le manoir est situé à Glos, à 4 km environ au sud de Lisieux, dans le département français du Calvados.

## Historique
La commune de Glos conserve neuf manoirs. Trois manoirs sont situés non loin les uns des autres : le manoir du Fief de Bray, le manoir de Bray et le manoir de la Brairie, sans doute éléments du même fief à l'origine.
Le fief de Colandon était un quart de fief noble qui relevait du roi et comprenait : « un colombier basty et fourny de pigeons vollants », s'étendait sur 72 acres 5 vergées ainsi que 102 acres de bois et un moulin.
Au XVe siècle, le fief de Colandon est la possession de la famille Fouquet. Il passe, par alliance, à la famille de Franqueville qui le conservera jusqu'au milieu du XVIIe siècle. Hélène de Franqueville, unique héritière, le transmet à la famille d'Erneville, à la suite de son mariage avec Philippe d'Erneville. Leur fils, Alexandre d'Erneville épousera Marie du Houlley. En 1712, Charles d'Erneville, son descendant, vend le château à François des Hayes, sieur d'Apremont, époux de Jacqueline de Franqueville, cousine de Charles d'Erneville, sieur du Barquet, puis sera la propriété de Marie-Charlotte des Hayes et de son mari François de Margeot de Saint-Ouen.

## Description

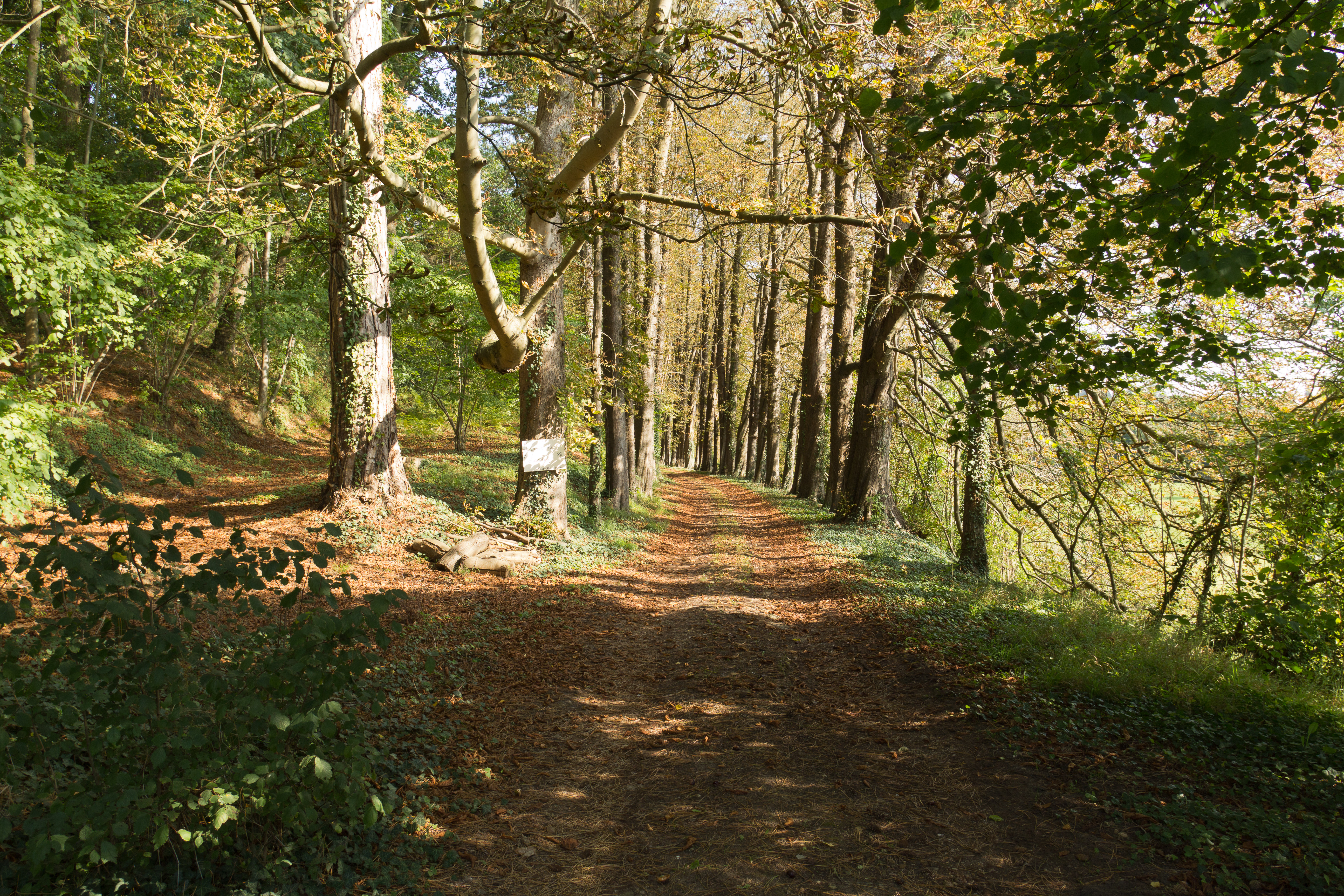
L'allée du manoir.

Le manoir est daté des XVIIe et XVIIIe siècles. La partie la plus ancienne est datée du début du XVIIe siècle. Un pavillon est ajouté à l'est au XVIIIe siècle, pourvue d'un toit mansardé.
La partie centrale, rectangulaire, de l'édifice actuel est la plus ancienne. Il était pourvu d'une aile ouest. L'aile est du XVIIIe siècle est construite avec soin. Les murs sont de silex avec des chainages de pierres.
L'intérieur comporte un escalier et des lambris.
Un colombier avec un toit de tuiles est situé à proximité.

## Protection
Les façades et toitures du manoir sont inscrits au titre des Monuments historiques par arrêté du 12 février 1971.